# بنيامين كيبلاغات
بنيامين كيبلاغات (4 مارس 1989–31 ديسمبر 2023) كان عداء مسافات طويلة أوغندي متخصص في سباق 3000 متر موانع. بدأ كيبلاغات رياضة الجري بعد نجاح بونيفاس تورويتيش كيبروب، وهو من نفس القرية التي ينتمي إليها كيبلاغات، في بطولة العالم للناشئين لعام 2004. بدأ بالمنافسة في سباق 10000 متر، ولكن بناءً على نصيحة مدربه انخفض إلى 1500 و5000 متر.
ظهر كيبلاغات لأول مرة دوليًا في بطولة العالم للعدو الريفي لعام 2006، بعد أن تأهل بحصوله على المركز السادس في بطولة أوغندا للناشئين. في ذلك العام تأهل أيضًا لبطولة العالم للناشئين. هناك، سجل رقما قياسيا وطنيا جديدا للناشئين قدره 8:35.77، ثم خفضه بعد ذلك إلى 8:34.14 في النهائي، حيث احتل المركز السادس. في عام 2008، احتل كيبلاغات المركز الرابع في بطولة العالم للعدو الريفي. في ذلك العام، خفض الرقم القياسي الأوغندي إلى 8:16.06 ثم 8:14.29 قبل أن يحتل المركز الثاني في بطولة العالم للناشئين.
تعطل موسم كيبلاغات لعام 2009 بسبب الملاريا والتيفوئيد، لكنه تمكن من خفض الرقم القياسي الوطني الأوغندي إلى 8:12.98. أصيب مرة أخرى بالملاريا وبثور في ساقه في عام 2010، لكنه خفض الرقم القياسي الأوغندي مرة أخرى إلى 8:03.81. حصل على المركز الرابع في ألعاب الكومنولث 2010. قُتل كيبلاغات بالطعن حتى الموت، بعد العثور على جثته في سيارة في 31 ديسمبر 2023، بالقرب من إلدوريت في كينيا.

## روابط خارجية
- بنيامين كيبلاغات على موقع الاتحاد الدولي لألعاب القوى (الإنجليزية)
- بنيامين كيبلاغات على موقع الدوري الماسي (الإنجليزية)
- بنيامين كيبلاغات على موقع أوليمبيديا (الإنجليزية)
- بنيامين كيبلاغات على موقع اتحاد ألعاب الكومنولث (مؤرشف) (الإنجليزية)